# Liste der Flüsse in Angola

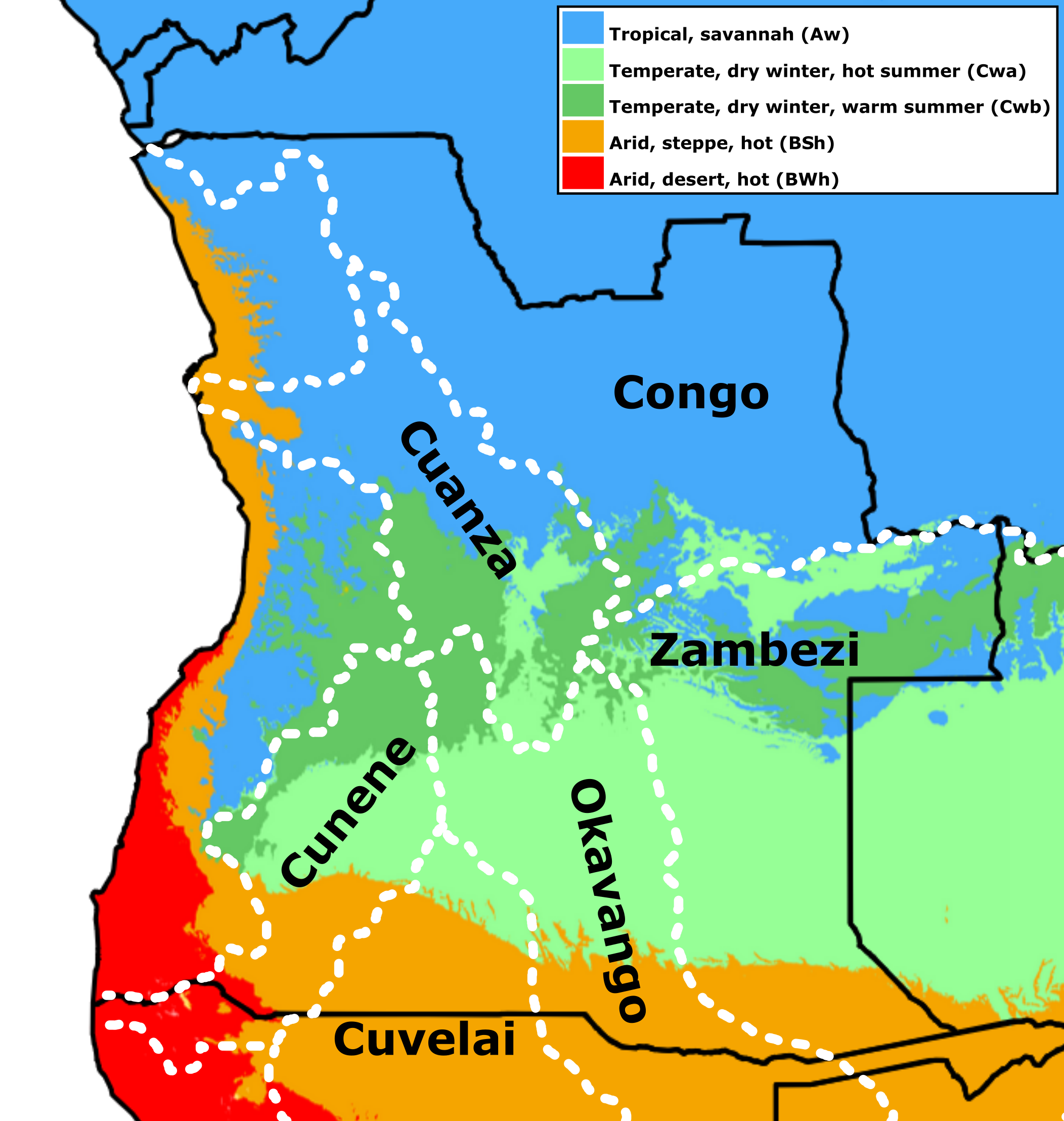
Die Klimazonen Angolas mit den Haupt-Einzugsgebieten (gepunktete Linien)

Die Liste der Flüsse in Angola umfasst die wichtigsten Flüsse Angolas.
Der Niederschlag in dem südafrikanischen Land ist ungleichmäßig verteilt. Er nimmt von Norden nach Süden ab. Im feuchten Norden fallen bis zu 1600 mm Niederschlag, während im Süden nur um die 100 bis 200 mm fallen. Den „Wasserturm“ des Landes bildet das Hochland von Bié. Hier liegen die Niederschläge bei etwa 1200 mm. Von dort teilt sich Angola in 5 Haupteinzugsgebiete auf.
Die beiden größten sind die des Kongo und des Sambesi. Zusammen entwässern sie über 40 % der Landesfläche. Die Flächen die über den Okavango abfließen liegen bei etwa 12 %. Somit entwässert gut die Hälfte des Landes über sehr große Einzugsgebiete aus dem Land hinaus. Hinzu kommt noch der Cuanza, mit ebenfalls etwa 12 %, und der Cunene mit knapp 8 %. Zu erwähnen ist noch das Cuvelai-Etosha Einzugsgebiet, das nach Süden Entwässert. Die restlichen knapp 20 % des Landes sind Küstenflüsse.
Im Folgenden sind die Flüsse nach Einzugsgebiet und alphabetisch sortiert.

## Nach Einzugsgebieten

### Kongo

#### Kasai(Cassai)

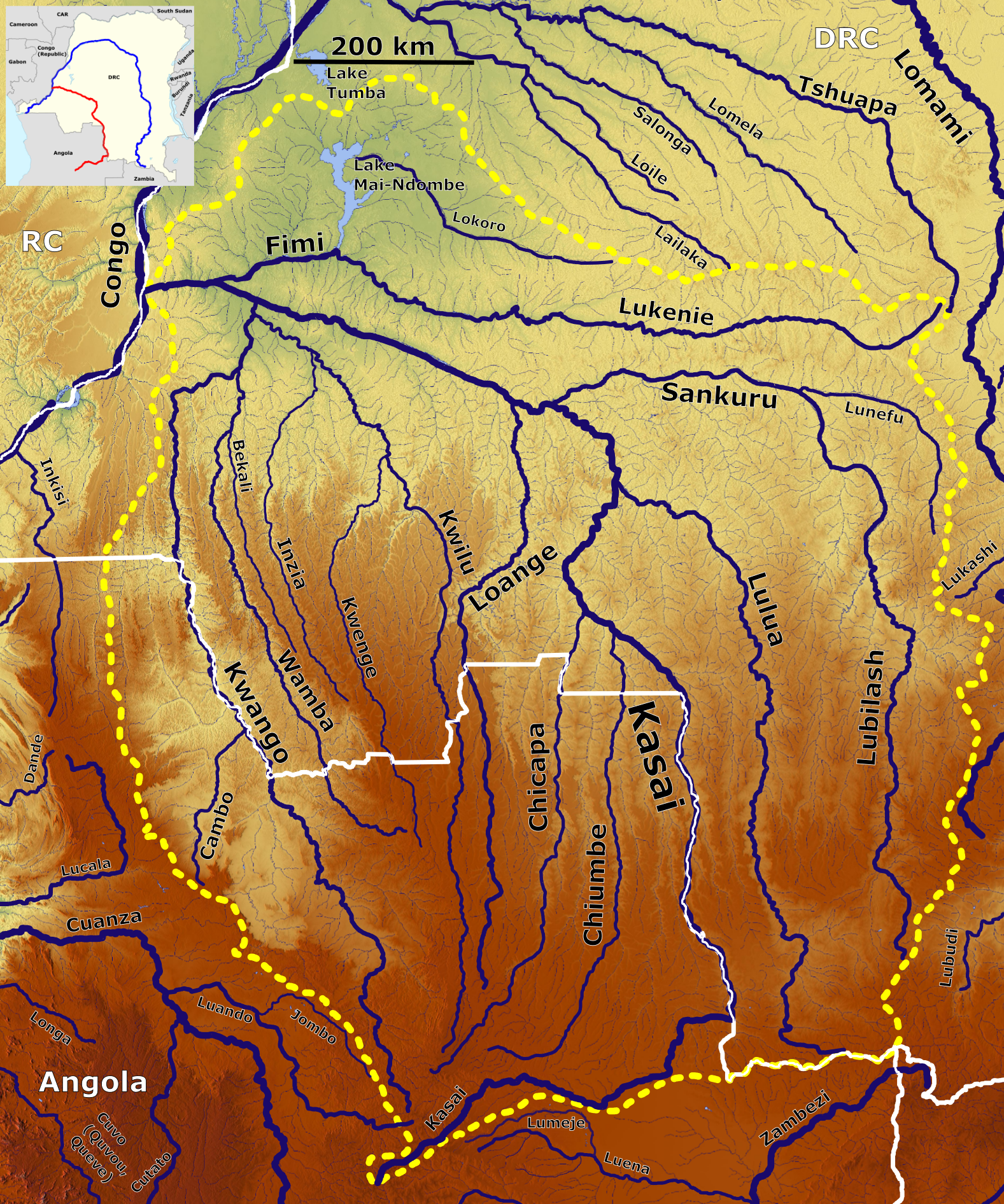
Einzugsgebiet des Kasai

- Lovua
- Chicapa
- Luachimo
- Chiumbe
  - Luia
- Lueta
- Loange (Luangue)
  - Lushiko
- Kwango (Cuango)
  - Kwilu (Cuilo)
    - Kwenge
    - Inzia
    - Lutshima

  - Wamba (Uamba)

#### Weitere
- Inkisi
  - Ngufu
- M’pozo

### Sambesi

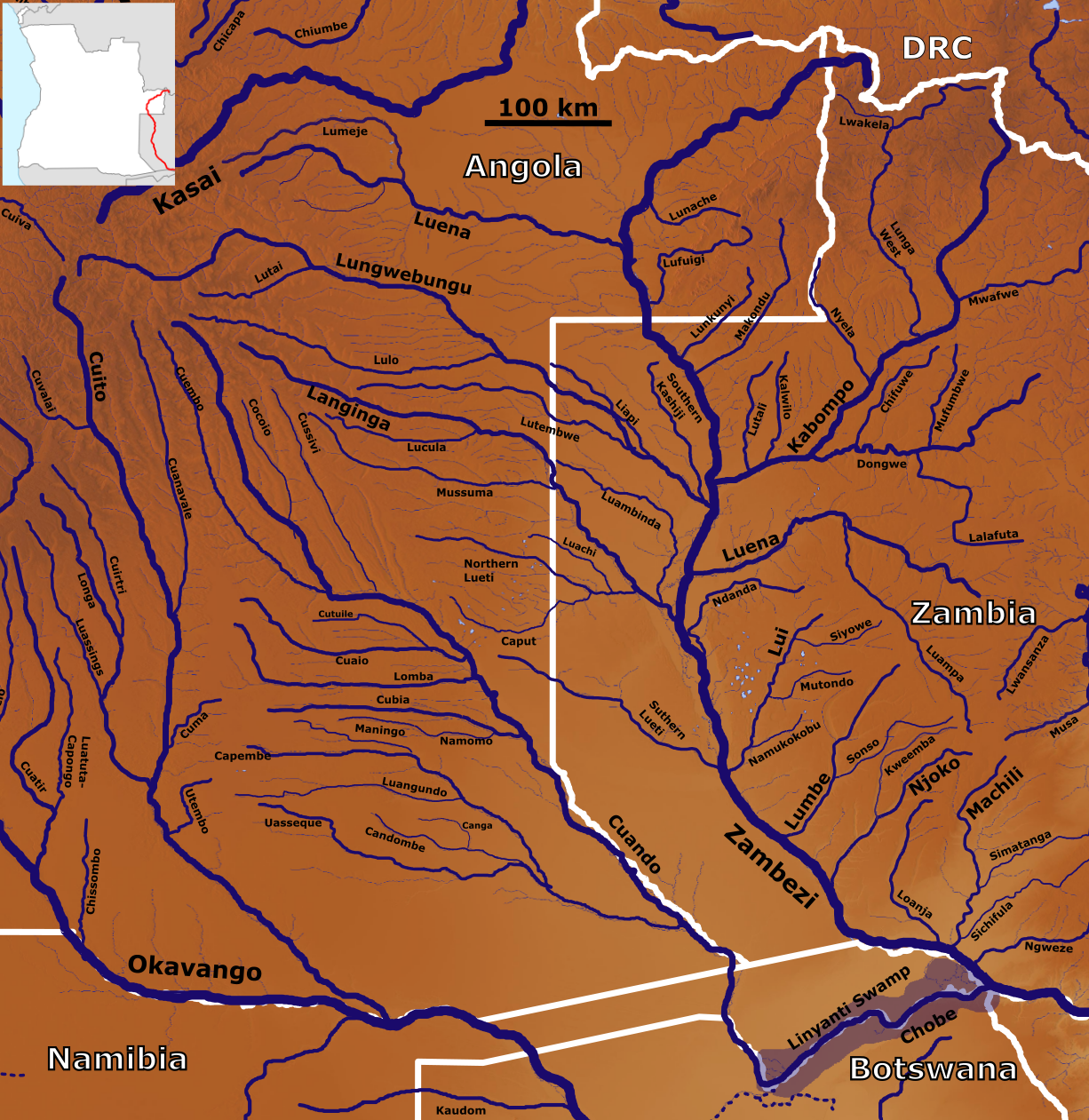
Verlauf des oberen Samesi mit seinen Nebenflüssen

- Kabompo (in Sambia)
  - Manyinga
    - Nyela
- Lunache
- Luena
  - Lumeje
- Lufuigi
- Lunkunyi
- Makondu
- Lungwebungu (Lungué Bungo)
  - Lutai
  - Lulo
  - Lutembwe
- Luanginga (Luio)
  - Lucula
  - Mussuma
  - Nördlicher Lueti
    - Caput
    - Luachi
- Südlicher Lueti
- Cuando (Linyanti, Chobe)
  - Cuembo
  - Cocoio
  - Cussivi
  - Cuaio
    - Cutuile

  - Lomba
  - Cubia
    - Namomo

  - Luiana (Capembe)
    - Maningo
    - Luangundo
    - Uasseque
      - Candombe
        - Canga

### Okavango(Cubango)

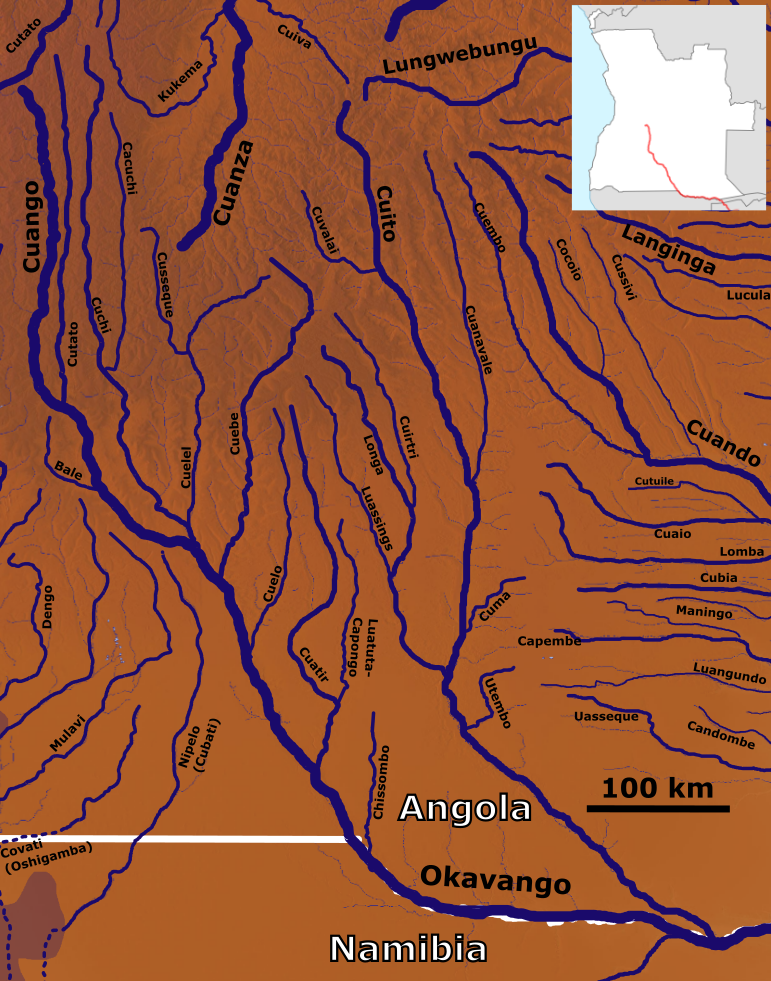
Flusssystem des Okavango

- Cutato
- Bale
- Cuchi
- Cacuchi
  - Cuelel
    - Cusseque
- Cuebe
- Cuelo
- Cuatir
  - Luatuta-Capongo
- Chissombo
- Cuito
  - Cuvalai
  - Cuanavale
  - Cuma
  - Longa
    - Cuirtri
    - Luassings

  - Utembo

### Cuanza

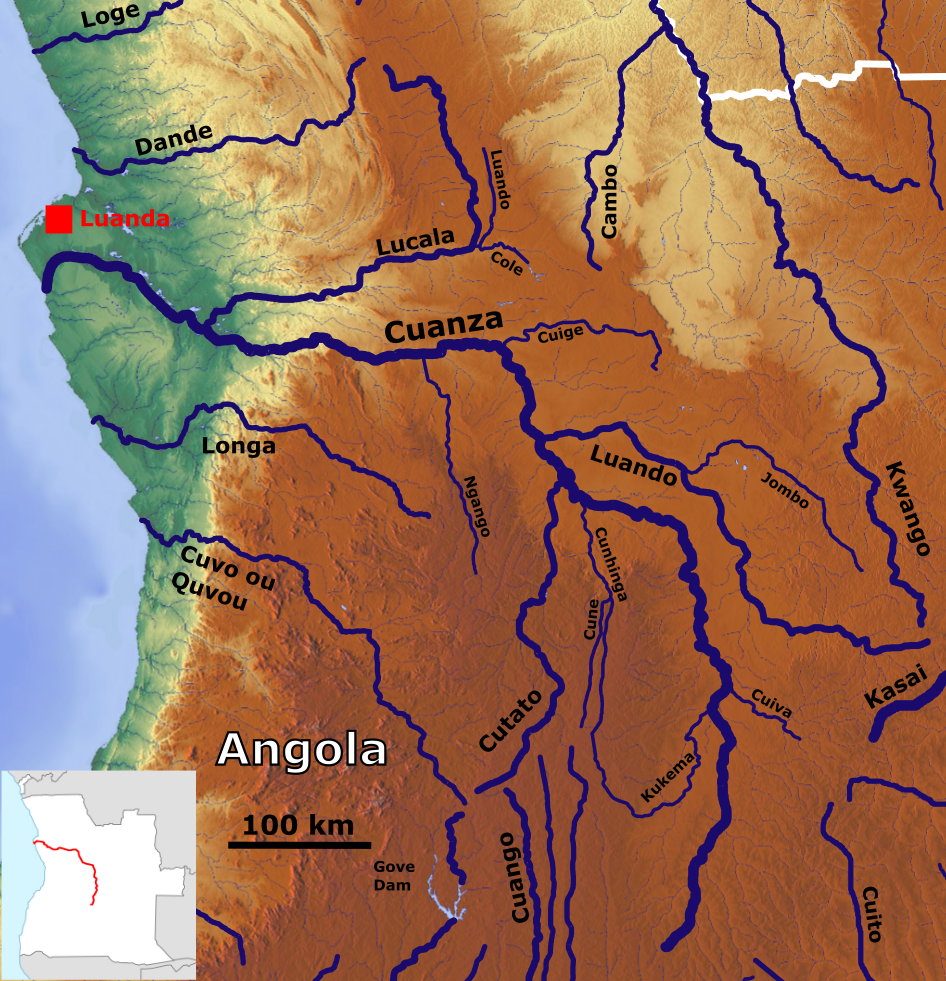
Flusssystem des Cuanza

- Kukema
- Cuiva
- Cunhinga
  - Cune
- Cutato
- Luando
  - Jombo
- Cuige
- Ngango
- Lucala
  - Luando
    - Cole

### Kunene(Cunene)

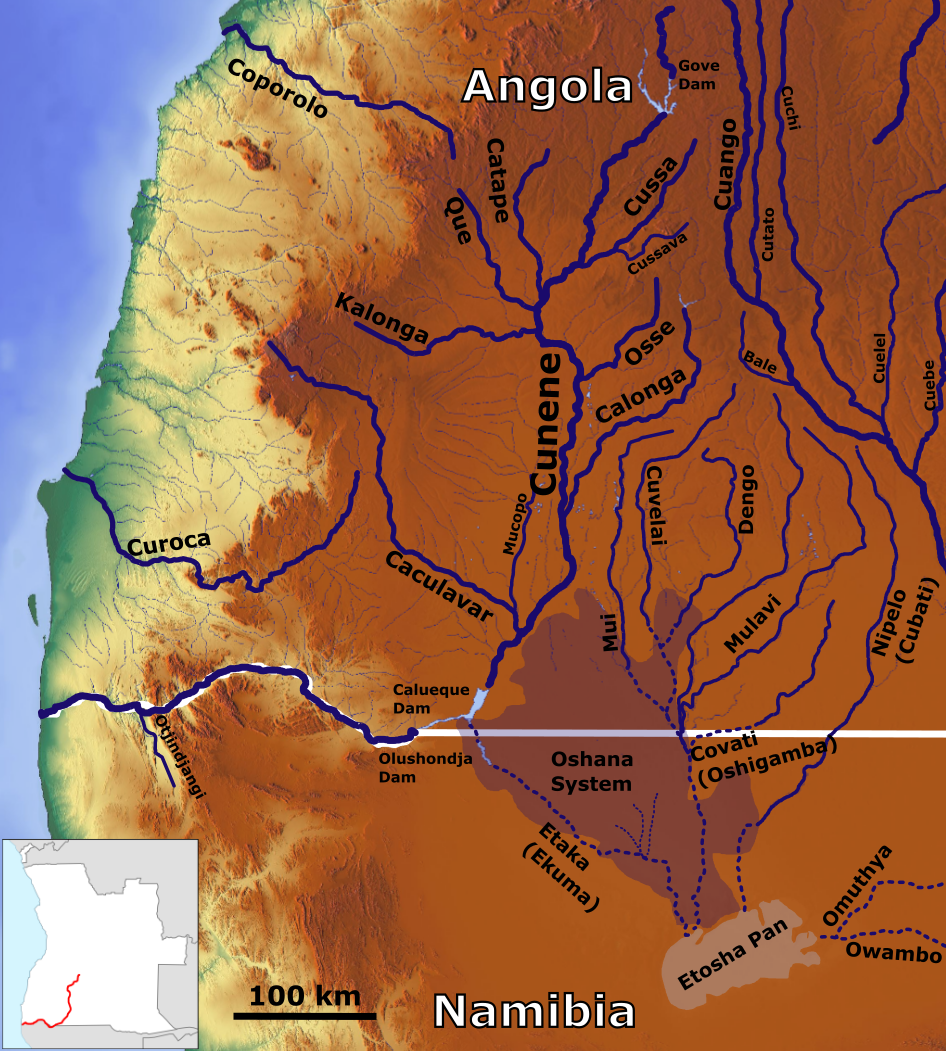
Flusssystem des Kunene

- Cussa
  - Cussava
- Catape
- Que
- Kalonga
- Osse
- Calonga
- Caculavar
  - Mucopo

### Küstenflüsse
- Chiloango
- Mbridge
- Loge
- Dande
- Bengo (Zenza)
- Longa
- Cuvo (Queve)
- Cubal (Quicombo)
- Catumbela
  - Cuiva
    - Chicanda
    - Cachicole

  - Cubal da Hanha
    - Cubal da Ganda
- Coporolo
- Bero
- Curoca

## Alphabetisch

### B
- Bamba
- Bengo (Zenza)
- Bero
- Binga

### C
- Caema
- Calamba
- Cambambe
- Cambo
- Cambongo-Negunza
- Carília
- Cassolobir
- Catumbela
- Cavele
- Cazanga
- Chicapa
- Chiloango
- Chiouco
- Chiquela
- Chiumbe
- Coporolo
- Cuando (Linyanti, Chobe)
- Cuanza
- Cubal-Quicombo
- Cuchi
- Cuebe
- Cuemba
- Cuito
- Cunenga
- Cuquendo
- Curoca
- Cussoi
- Cutato
- Cuvo
- Cuvo-Queve

### D – I
- Dala
- Dande
- Engiva-Uiri
- Evale
- Gango
- Giraúl
- Gove
- Gulungo
- Inde
- Indo
- Inkisi
- Inzia
- Ipembe

### K
- Kasai (Cassai)
- Kongo
- Kunene (Cunene)
- Kwango (Cuango)
- Kwenge
- Kwilu (Cuilo)

### L
- Lai
- Landa
- Longa
- Loange (Luangue)
- Loge
- Lua
- Luachimo
- Luai
- Luambimbe
- Luanginga  (Luio)
- Luando
- Luangue-Lucala
- Lucala
- Luembe
- Luena
- Lui
- Luiana
- Lulu
- Lumeji
- Lungwebungu (Lungué Bungo)
- Lushiko
- Lutshima

### M – W
- Mazungue
- Mbridge
- Mpozo
- Mucussueji
- Okavango (Cubango)
- Onzo
- Quicombo
- Sambesi
- Sanga-Tangaio
- Silo
- Wamba (Uamba)

## Einzugsgebietaufteilung des Landes in Prozent
| Einzugsgebiet         | Quadratkilometer | Prozent der Landesfläche |
| --------------------- | ---------------- | ------------------------ |
| Kongo                 | 291.500          | 23,4                     |
| Sambezi               | 252.600          | 20,3                     |
| Cuanza                | 157.000          | 12,6                     |
| Okavango              | 150.100          | 12,0                     |
| Kunene                | 95.300           | 7,6                      |
| Etosha-Cuvelai (etwa) | 70.000           | 5,6                      |
| Catumbela             | 16.700           | 1,3                      |
| Weitere Küstenflüsse  | 214.000          | 17,2                     |
| Angola Gesamt         | 1.246.700        | 100                      |